# UEFA Liga nacija
UEFA Liga nacija (eng. UEFA Nations League), poznata i samo kao Liga nacija (eng. Nations League), međunarodno je  nogometno natjecanje europskih nacionalnih seniorskih reprezentacija, članica UEFA-e. Prva sezona natjecanja započela je u rujnu 2018., nakon Svjetskoga nogometnog prvenstva u Rusiji, a završila je u lipnju 2019. završnim turnirom na kojem je slavio Portugal i tako ušao u povijest kao prvi pobjednik Lige nacija. Natjecanje je uvelike zamijenilo međunarodne prijateljske utakmice koje su se igrale prema FIFA-inom kalendaru utakmica.

## Usvajanje
U listopadu 2013. Yngve Hallén, predsjednik Norveškog nogometnog saveza, potvrdio je razgovore o osnivanju trećega međunarodnog natjecanja za reprezentacije članica UEFA-e, ali je i napomenuo da se sve tek zamišlja.
Koncept Lige nacija je podjela svih 55 članica UEFA-e u niz skupina temeljenih na rangiranju koje je određeno njihovim nedavnim rezultatima, gdje se nacionalne reprezentacije mogu promaknuti u višu ili ispasti u nižu ligu temeljem rezultata unutar lige u kojoj se natječu. Utakmice se igraju unutar termina FIFA-ina kalendara za odigravanje međunarodnih utakmica nacionalnih reprezentacija te se ne preklapa sa Svjetskim ili Europskim prvenstvima.
U ožujku 2014. Gianni Infantino, tadašnji glavni tajnik UEFA-e, izjavio je da će jedna od prednosti predloženoga natjecanja biti pomoć manje istaknutim savezima u sređivanju igre vlastite reprezentacije. Predsjednik Engleskog nogometnog saveza Greg Dyke rekao je da će predloženo natjecanje biti "vrlo privlačno" jer se očekuje da će Engleska moći igrati protiv najboljih europskih reprezentacija. Steve Martens, glavni tajnik Belgijskog nogometnog saveza, rekao je da će niže plasirane nacije imati financijske koristi od natjecanja jer će televizijski ugovor s UEFA-om biti centraliziran.
UEFA Ligu nacija jednoglasno su usvojila sva 54 saveza člana UEFA-e (Kosovo nije bilo član tada) na 38. redovitom UEFA-inom kongresu u Astani 27. ožujka 2014.

## Format natjecanja
Prema odobrenom formatu (prije nego što je Kosovo postalo član UEFA-e), 55 reprezentacija UEFA-e (uključujući Kosovo) podijeljene su u četiri divizije (nazvane "Lige"): 16 reprezentacija u ligi A, 16 u ligi B, 16 u ligi C i 7 reprezentacija u ligi D. Lige A, B i C imaju po četiri skupine s četiri reprezentacije, dok najslabija liga D ima dvije skupine: jednu s četiri i jednu s tri reprezentacije. U svakoj ligi reprezentacije međusobno igraju dvostrukim bod sustavom, kod kuće i u gostima.
Četiri pobjednika skupina lige A igraju u završnici Lige nacija gdje se, uz dva polufinala i finale, dobiva sezonski pobjednik UEFA Lige nacija. Poraženi polufinalisti u završnici igraju utakmicu za treće mjesto.
Reprezentacije se također natječu za promaknuće u višu ili ispadanje u nižu ligu. Svaki pobjednik skupine (četiri reprezentacije iz liga B i C, odnosno dvije iz lige D) automatski osigurava plasman u višu ligu sljedeće sezone natjecanja. Najslabije reprezentacije u skupinama liga A i B sljedeće sezone igraju u nižoj ligi. Budući da Liga D ima samo dvije skupine, četiri posljednje plasirane reprezentacije iz lige C igraju doigravanje za ostanak (eng. play-out) u kojemu poraženi iz dva dvoboja, igrana kod kuće i u gostima, ispadaju u ligu D. 

### Povezanost s Europskim prvenstvom
UEFA Liga nacija povezana je s kvalifikacijama za Europska prvenstva, pružajući reprezentacijama još jednu priliku da se kvalificiraju za to natjecanje.
Uz završnicu Lige nacija u kojoj sudjeluju reprezentacije lige A, bit će i četiri doigravanja (eng. play-off) sa sličnim formatom. Pobjednici skupina svih liga će igrati u polufinalima doigravanja.
Ako je pobjednik skupine osigurao sudjelovanje na prvenstvu redovnim kvalifikacijama, tada će sljedeća najbolje plasirana reprezentacija iz ukupnog poretka te lige (koja također nije osigurala nastup na prvenstvu) igrati u polufinalu. Ako je u ligi, broj reprezentacija koje nisu osigurale sudjelovanje na prvenstvu, manji od četiri, onda se ta slobodna mjesta dodjeljuju reprezentacijama iz niže lige. Pobjednici polufinalnih utakmica igraju finale doigravanja, a četiri pobjednika finalnih utakmica doigravanja svake lige osiguravaju sudjelovanje na Europskom prvenstvu uz ostalih 20 reprezentacija.

### Povezanost sa Svjetskim prvenstvom
UEFA Liga nacija je povezana i s kvalifikacijama za Svjetska prvenstva. U doigravanju, uz deset reprezentacija koje su završile kao drugoplasirane u svojoj kvalifikacijskoj skupini, sudjeluju i dvije najbolje rangirane reprezentacije ukupnog poretka lige nacija koje su bile pobjednici skupine lige nacija, a u redovnim kvalifikacijama nisu bili plasirane među prva dva mjesta u skupini.

### Kritike
Format natjecanja kritiziran je zbog navodnoga dopuštanja slabijim reprezentacijama da se kvalificiraju na velika natjecanja kroz UEFA Ligu nacija umjesto kroz redovne kvalifikacije.

## Sezone
Svaka sezona Lige nacija igra se od rujna do studenog parnim godinama (natjecanje po skupinama) te se u lipnju neparnim godinama igra završnica Lige nacija u kojoj sudjeluju pobjednici skupina lige A, što znači da se svake dvije godine proglašava pobjednik Lige nacija.

## Rezultati završnica
| Godina | Domaćin    | Pobjednik  | Rezultat         | Drugoplasirani | Trećeplasirani | Rezultat         | Četvrtoplasirani |
| ------ | ---------- | ---------- | ---------------- | -------------- | -------------- | ---------------- | ---------------- |
| 2019.  | Portugal   | Portugal   | 1:0              | Nizozemska     | Engleska       | 0:0 (6:5 – 11 m) | Švicarska        |
| 2021.  | Italija    | Francuska  | 2:1              | Španjolska     | Italija        | 2:1              | Belgija          |
| 2023.  | Nizozemska | Španjolska | 0:0 (6:5 – 11 m) | Hrvatska       | Italija        | 3:2              | Nizozemska       |
| 2025.  | Njemačka   | Portugal   | 2:2 (5:3 – 11 m) | Španjolska     | Francuska      | 2:0              | Njemačka         |

## Učinak reprezentacija po sezonama
Promocija u višu ligu

▬ Bez pomaka

▼ Ispadanje u nižu ligu

† Promocija u višu ligu nakon promjene formata natjecanja

▬† Izbjegnuto ispadanje nakon promjene formata natjecanja
| Reprezentacija | 2018./19. | 2018./19. | 2018./19. | 2020./21. | 2020./21. | 2020./21. |
| Reprezentacija | LG        | UP        | P/I       | LG        | UP        | P/I       |
| -------------- | --------- | --------- | --------- | --------- | --------- | --------- |
| Albanija       | C         | 34        | ▬         | C         | 35        | Rast      |
| Andora         | D         | 53        | ▬         | D         | 55        | ▬         |
| Armenija       | D         | 45        | †         | C         | 36        | Rast      |
| Austrija       | B         | 18        | ▬         | B         | 18        | Rast      |
| Azerbajdžan    | D         | 46        | †         | C         | 43        | ▬         |
| Belgija        | A         | 5         | ▬         | A         | 4         | ▬         |
| Bjelorusija    | D         | 43        | Rast      | C         | 38        | ▬         |
| BiH            | B         | 13        | Rast      | A         | 15        | ▼         |
| Bugarska       | C         | 29        | †         | B         | 31        | ▼         |
| Cipar          | C         | 36        | ▬†        | C         | 46        | ▬         |
| Crna Gora      | C         | 35        | ▬         | C         | 34        | Rast      |
| Češka          | B         | 20        | ▬         | B         | 19        | Rast      |
| Danska         | B         | 15        | Rast      | A         | 7         | ▬         |
| Engleska       | A         | 3         | ▬         | A         | 9         | ▬         |
| Estonija       | C         | 37        | ▬†        | C         | 47        | ▼         |
| Finska         | C         | 28        | Rast      | B         | 21        | ▬         |
| Francuska      | A         | 6         | ▬         | A         | 1         | ▬         |
| Gibraltar      | D         | 49        | ▬         | D         | 49        | Rast      |
| Grčka          | C         | 33        | ▬         | C         | 37        | ▬         |
| Gruzija        | D         | 40        | Rast      | C         | 42        | ▬         |
| Hrvatska       | A         | 9         | ▬†        | A         | 12        | ▬         |
| Irska          | B         | 23        | ▬†        | B         | 28        | ▬         |
| Island         | A         | 12        | ▬†        | A         | 16        | ▼         |
| Italija        | A         | 8         | ▬         | A         | 3         | ▬         |
| Izrael         | C         | 30        | †         | B         | 25        | ▬         |
| Kazahstan      | D         | 47        | †         | C         | 45        | ▬         |
| Kosovo         | D         | 42        | Rast      | C         | 44        | ▬         |
| Latvija        | D         | 51        | ▬         | D         | 53        | ▬         |
| Lihtenštajn    | D         | 52        | ▬         | D         | 51        | ▬         |
| Litva          | C         | 39        | ▬†        | C         | 41        | ▬         |
| Luksemburg     | D         | 44        | †         | C         | 39        | ▬         |
| Mađarska       | C         | 31        | †         | B         | 20        | Rast      |
| Makedonija     | D         | 41        | Rast      | C         | 40        | ▬         |
| Malta          | D         | 54        | ▬         | D         | 52        | ▬         |
| Moldavija      | D         | 48        | †         | C         | 48        | ▼         |
| Nizozemska     | A         | 2         | ▬         | A         | 6         | ▬         |
| Norveška       | C         | 26        | Rast      | B         | 22        | ▬         |
| Njemačka       | A         | 11        | ▬†        | A         | 8         | ▬         |
| Farski otoci   | D         | 50        | ▬         | D         | 50        | Rast      |
| Poljska        | A         | 10        | ▬†        | A         | 10        | ▬         |
| Portugal       | A         | 1         | ▬         | A         | 5         | ▬         |
| Rumunjska      | C         | 32        | †         | B         | 26        | ▬         |
| Rusija         | B         | 17        | ▬         | B         | 24        | ▬         |
| San Marino     | D         | 55        | ▬         | D         | 54        | ▬         |
| Sjeverna Irska | B         | 24        | ▬†        | B         | 32        | ▼         |
| Slovačka       | B         | 21        | ▬†        | B         | 30        | ▼         |
| Slovenija      | C         | 38        | ▬†        | C         | 33        | Rast      |
| Srbija         | C         | 27        | Rast      | B         | 27        | ▬         |
| Škotska        | C         | 25        | Rast      | B         | 23        | ▬         |
| Španjolska     | A         | 7         | ▬         | A         | 2         | ▬         |
| Švedska        | B         | 16        | Rast      | A         | 14        | ▼         |
| Švicarska      | A         | 4         | ▬         | A         | 11        | ▬         |
| Turska         | B         | 22        | ▬†        | B         | 29        | ▼         |
| Ukrajina       | B         | 14        | Rast      | A         | 13        | ▼         |
| Wales          | B         | 19        | ▬         | B         | 17        | Rast      |

## Vanjske poveznice
- Službena stranica